# 미추홀기 전국고교야구대회
미추홀기 전국고교야구대회는 2005년부터 2012년까지 대한야구협회, 인천광역시, 인천일보의 주최로 열렸던 고교야구대회이다. 2008년까지 숭의 야구장에서 개최되었으나 구장이 폐쇄되면서 2009년부터는 송도 LNG 야구장과 문학야구장에서 대회가 열렸다.

## 역대 대회
| 회수 | 연도   |                  | 우승             | 준우승                                | 준결승 |
| ---- | ------ | ---------------- | ---------------- | ------------------------------------- | ------ |
| 01   | 2005년 | 유신고등학교     | 동산고등학교     | 인천고등학교 순천효천고등학교         |        |
| 02   | 2006년 | 안산공업고등학교 | 화순고등학교     | 북일고등학교 청원고등학교             |        |
| 03   | 2007년 | 충암고등학교     | 동산고등학교     | 인천고등학교 제물포고등학교           |        |
| 04   | 2008년 | 충암고등학교     | 장충고등학교     | 인천고등학교 강릉고등학교             |        |
| 5    | 2009년 | 인천고등학교     | 화순고등학교     | 선린인터넷고등학교 개성고등학교       |        |
| 6    | 2010년 | 인천고등학교     | 화순고등학교     | 인창고등학교 충암고등학교             |        |
| 7    | 2011년 | 제물포고등학교   | 순천효천고등학교 | 덕수고등학교 충암고등학교             |        |
| 08   | 2012년 | 제물포고등학교   | 인천고등학교     | 광주제일고등학교 포항제철공업고등학교 |        |

### 최우수 선수
| 수상 |        |                   |
| ---- | ------ | ----------------- |
| 수상 | 2003년 | 최정 (유신)       |
| 수상 | 2004년 | 김광현 (안산공업) |
| 수상 | 2005년 | 박세진 (충암)     |
| 수상 | 2006년 | 홍상삼 (충암)     |
| 수상 | 2007년 | 강지광 (인천)     |
| 수상 | 2008년 | 강지광 (인천)     |
| 수상 | 2009년 | 방효국 (제물포)   |
| 수상 | 2010년 | 장준성 (제물포)   |

## 대회 집계
| 순위 | 학교                 |     | 우승 | 준우승 | 준결승 |
| ---- | -------------------- | --- | ---- | ------ | ------ |
| 1    | 인천고등학교         | 2회 | 1회  | 3회    |        |
| 2    | 충암고등학교         | 2회 |      | 2회    |        |
| 3    | 제물포고등학교       | 2회 |      | 1회    |        |
| 4    | 안산공업고등학교     | 1회 |      |        |        |
| 4    | 유신고등학교         | 1회 |      |        |        |
| 6    | 화순고등학교         |     | 3회  |        |        |
| 7    | 동산고등학교         |     | 2회  |        |        |
| 8    | 순천효천고등학교     |     | 1회  | 1회    |        |
| 9    | 장충고등학교         |     | 1회  |        |        |
| 10   | 강릉고등학교         |     |      | 1회    |        |
| 10   | 광주제일고등학교     |     |      | 1회    |        |
| 10   | 개성고등학교         |     |      | 1회    |        |
| 10   | 덕수고등학교         |     |      | 1회    |        |
| 10   | 북일고등학교         |     |      | 1회    |        |
| 10   | 선린인터넷고등학교   |     |      | 1회    |        |
| 10   | 인창고등학교         |     |      | 1회    |        |
| 10   | 청원고등학교         |     |      | 1회    |        |
| 10   | 포항제철공업고등학교 |     |      | 1회    |        |